# Rudy Pankow
Rudy Pankow, född 12 augusti 1998 i Ketchikan, Alaska, är en amerikansk skådespelare. Han är mest känd för sin roll som JJ Maybank i Netflix-serien Outer Banks.

## Biografi
Pankow är född och uppvuxen i Ketchikan, Alaska. Han gick på Ketchikan High School där han spelade fotboll och deltog i längdåkningsevenemang. Pankow övervägde ursprungligen att gå på kulinarisk skola, men valde att bli skådespelare och gick med i en grupp 2016–2017 på ett skådespelarinstitut.
Pankow har varit i ett förhållande med Elaine Siemek sedan november 2020.

## Filmografi (urval)
- 2017 – Sunny Family Cult (TV-serie)
- 2019 – The Politician (TV-serie)
- 2019 – Solved (TV-serie)
- 2020 – Space Waves
- 2020–nu – Outer Banks (TV-serie)
- 2022 – Uncharted